# 浦浜圭一郎
浦浜圭一郎（うらはま けいいちろう、1963年4月23日-）は、日本の小説家、SF作家、ホラー作家、ファンタジー作家である。
大阪府出身。東京都在住。海外ではKEI URAHAMA名義。
日本SF作家クラブ会員だったが、2023年4月現在は、会員名簿に名前がない。

## 経歴
2000年 - 『DOMESDAY-ドームズデイ-』で第一回小松左京賞（佳作）を受賞し、デビュー。2007年 - 映画シナリオ「ROOM OF DREAMS」が、2007年釜山国際映画祭シネクリック・アジア賞受賞。同作は2008年ロッテルダム国際映画祭シネマートに公式選出される。2012年 - 『DOMESDAY』、『DEATH－TECH』（英語翻訳版）がLANTIS社によって電子出版される。

## 作品

### 単行本
- DOMESDAY-ドームズデイ（角川春樹事務所 2000年12月） ISBN 978-4894562721

### 短編
- ブラウン管の中の老夫婦－『とびっきり奇妙にこわい話』所収（光文社 2000年7月） ISBN 978-4334730369
- 小松左京マガジン
  - 「バンダルシア」－第2巻所収（角川春樹事務所 2001年5月） ISBN 978-4894569966
- 井上雅彦監修、光文社文庫・「異形コレクション」シリーズ
  - 「夢の目蓋」－第19巻『夢魔』所収（2001年6月） ISBN 978-4334731700
  - 「青い月に星をかさねて」－第20巻『玩具館』所収（2001年9月） ISBN 978-4334732127
  - 「ディレクターズ・カット」－第22巻『キネマ・キネマ』所収（2002年9月） ISBN 978-4334733810
- ＳＦ Ｐｒｏｌｏｇｕｅ Ｗａｖｅ（日本ＳＦ作家クラブ公認ネットマガジン）
  - かけ替えなき命のゲーム（2013年5月）

### エッセイ
- 新しもの好きだった大阪人－『大阪春秋 第146号 特集:ディープサウス 』所収 ISBN 978-4882697527

### 電子書籍
- バンダルシア（BIGLOBEパブリッシング 2011年）
- 見ルナのタープ（月刊アレ！（allez！）vol.18　２月号　2013年1月）
- ＤＯＭＥＳＤＡＹ改訂版（まんが座　2014年9月）

### E-BOOK＆PAPERBAK
- DOMESDAY【英語翻訳版】（LANTIS K.K. 2012年6月） ISBN 4990652401
- DEATH－TECH【英語翻訳版】（LANTIS K.K. 2013年2月）ASIN: B00BJDJW3I